# Gestreepte schubpoothagedis
De gestreepte schubpoothagedis (Aprasia pulchella) is een hagedis die behoort tot de gekko's en de familie heuppotigen (Pygopodidae).

## Naam en indeling
John Edward Gray beschreef het geslacht Aprasia en de typesoort Aprasia pulchella in 1839. De soortaanduiding pulchella betekent vrij vertaald 'prachtig'.

## Uiterlijke kenmerken
Het is een kleine, pootloze hagedis met een korte staart. De kopromplengte bedraagt ongeveer zeven centimeter, de staart is vier tot vijf cm. Arnold G. Kluge heeft als de typelocatie het Nationaal park Kalamunda nabij Perth aangeduid.

## Verspreiding en habitat
De gestreepte schubpoothagedis is endemisch in Australië en komt voor in het uiterst zuidwestelijk gedeelte van het land in de staat West-Australië. De habitat bestaat uit gematigde bossen en rotsige omgevingen.

## Beschermingsstatus
Door de internationale natuurbeschermingsorganisatie IUCN is de beschermingsstatus 'veilig' toegewezen (Least Concern of LC).